# Латинская империя
Латинская империя (лат. Imperium Latinum, греч. Λατινική Αυτοκρατορία; Константино́польская империя, лат. Imperium Constantinopolitanum, фр. Empire latin de Constantinople; Романия, лат. Romania, греч. Ρωμανία) — средневековое государство, образованное после четвёртого крестового похода на землях Византийской империи. На официальном языке крестоносцев новая страна называлась Романская империя (лат. Imperium Romaniae). В Латинской империи были сохранены многие традиции Византии, а также православная церковь, но папа римский пользовался гораздо большим влиянием, чем патриарх Вселенский. Первоначально византийская знать была отстранена от управления государством. Тем не менее при императоре Генрихе I византийские архонты были включены в состав господствующего слоя, а греческие чиновники получили различные должности. Основную роль в государстве играли католические феодалы, чьим языком был старо-французский куртуазный. Греки данный период византийской истории называли «франкократией».

## Создание империи
Четвёртый крестовый поход закончился завоеванием Константинополя крестоносцами. Они взяли его 13 апреля 1204 года и подвергли беспощадному разорению. Когда предводителям похода удалось несколько восстановить порядок, они приступили к разделу и организации покорённой страны.

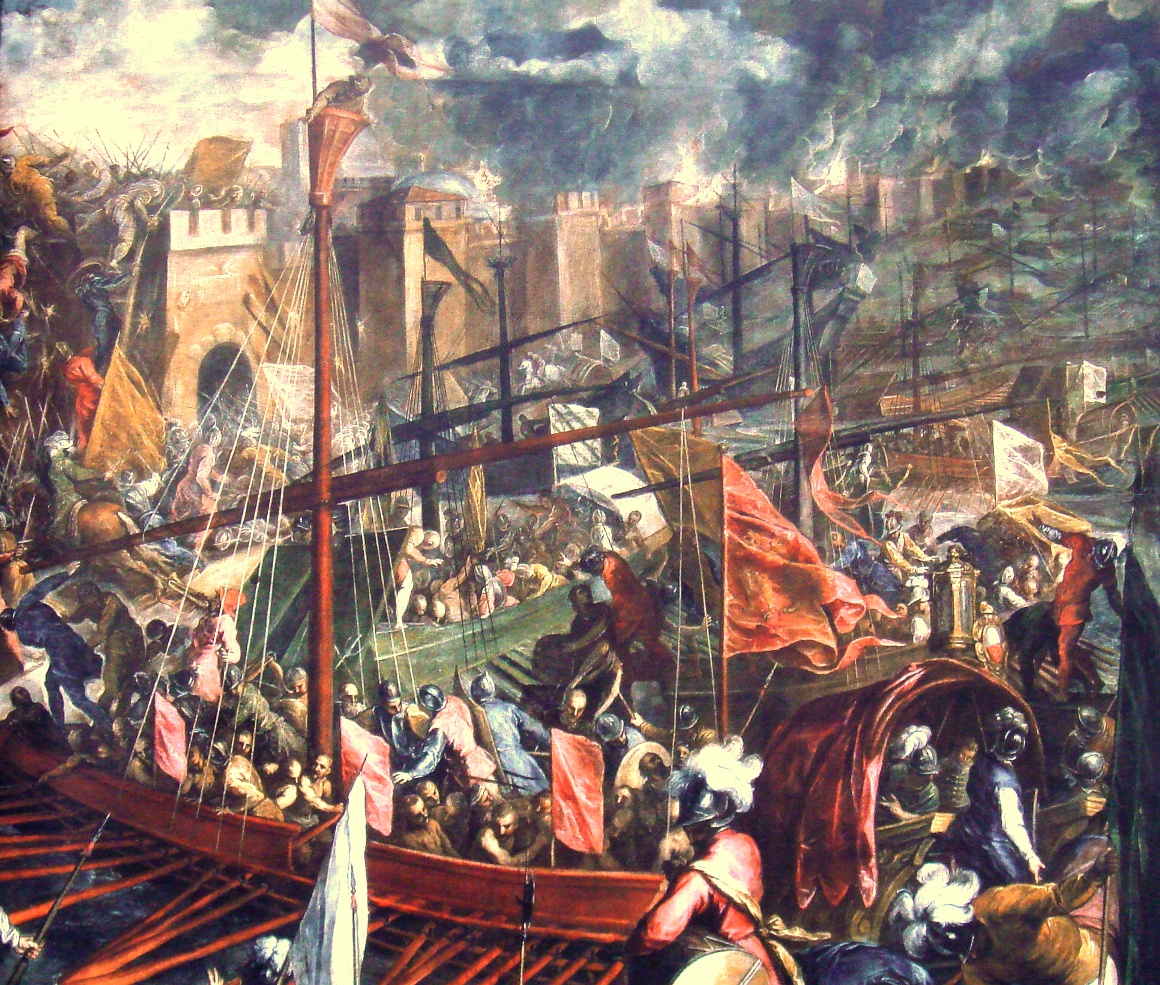
Взятие Константинополя (1204)

По договору, заключённому ещё в марте 1204 года между венецианским дожем Энрико Дандоло, графом Балдуином Фландрским, маркизом Бонифацием Монферратским и другими предводителями крестоносцев, было установлено, что из владений Византийской империи будет образовано феодальное государство, во главе которого будет поставлен избранный император; он получит часть Константинополя и четверть всех земель империи, а остальные три четверти будут разделены пополам между венецианцами и крестоносцами; собор Святой Софии и выбор патриарха будут предоставлены духовенству той из указанных групп, из которой не будет избран император.
Во исполнение условий этого договора 9 мая 1204 года особая коллегия (в состав которой входили поровну венецианцы и крестоносцы) избрала императором графа Балдуина, над которым было совершено в соборе Святой Софии помазание и коронование по церемониалу восточной империи; католическим патриархом был избран венецианец Фома Морозини, исключительно венецианским духовенством несмотря на возражения против такого порядка со стороны папы Иннокентия III. 

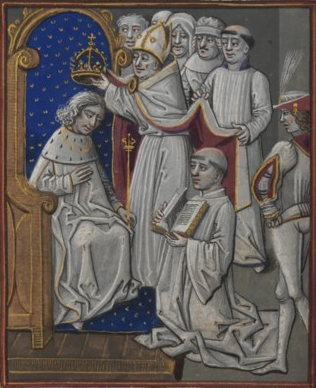
Латинский Патриарх Константинопльский Томаззо Марозини коронует Балдуина I

За время латинского правления в Константинополе установленная до них византийская государственная структура не претерпела каких-либо заметных изменений. Византийская титулатура активно использовалась и при новом правительстве. Например, венецианскому дожу Энрико Дандоло был дарован титул деспот. Один из участников Крестового похода — Конон де Бетюн стал протовестиарием. Сам император Балдуин I принял знаки царского достоинства: носил одежды византийских императоров, подписывал грамоты красными чернилами, а также скреплял их печатью, на одной стороне которой использовался титул: «Балдуин, деспот», а на другой: «Балдуин, христианнейший император милостью божьей, правитель римлян, вечный август».
Административный и правовой строй Латинской империи и ее вассалов основывается на западноевропейских институтах, которые были модифицированы по византийскому образцу. Власть в Латинской империи являлась типичной западноевропейской монархией периода феодальной раздробленности. Определенной консолидации империи содействовала внешняя угроза. Должность императора Латинской империи была выборной. Латинский император мог распределять мог распределять феоды исключительно в 1/4 части империи, принадлежавшей непосредственно ему. Данного монарха связывали с рыцарями не отношения подданства, а оммаж. Владения Венеции не являлись подконтрольными правителю Латинской империи. Императрица данного государства не рассматривалась как сакральная особа, а лишь как жена монарха.  
Императоры Латинской империи внесли изменения в устройство императорского двора. Они отказались от характерной для Византии весьма разветвленной системы высшей бюрократии, заменив ее советом из 12 баронов (крупнейших прямых вассалов императора). Именно в этом кругу решались основные вопросы внешней и внутренней политики. Большим влиянием пользовался также глава венецианской администрации (подеста), который мог наложить вето на решение латинского императора, он опирался на совет венецианских нобилей и действовал по инструкциям Венеции. В Латинской империи действовали титулы как византийского, так и западноевропейского происхождения. Обычаи Византийской империи сохранялись в церемониале, инсигниях, делопроизводстве, манере именования правителя, обряде коронации василевса патриархом, обычаях аккламации, поднятия государя на щите, проскинесиса (впрочем, только для византийцев). 
Раздел земель (не сразу установившийся) привёл, в конце концов, к следующему распределению владений. Балдуин, кроме части Константинополя, получил часть Фракии и острова Самофракию, Лесбос, Хиос, Самос и Кос.

Латинская империя и окружающие ее государства

Область Фессалоники с Македонией и Фессалией, названную королевством Фессалоники, получил один из самых видных участников похода и претендент на императорский престол — Бонифаций Монферратский.
Венецианцы получили часть Константинополя, Крит, Ионические острова, большую часть Кикладского архипелага и некоторые из Спорадских островов, часть Фракии от Адрианополя до берега Пропонтиды (лучшая часть Фракии — житница Константинополя с богатыми портами Родосто, Силиврия), часть прибрежья Ионического и Адриатического морей от Этолии до Дураццо. В 1209 — 1211 годах Венеция установила свой протектерат над тремя ломбардскими сеньориями, правившими Эвбеей. Венеция пользовалась всеми правами беспошлинной торговли на территории Латинской империи и на ее вассальных территориях, контролировала торговлю и работу основных портов данной империи, включая столицу. Главой венецианской администрации являлся подеста, опиравшийся на совет венецианских нобилей. Венецианцы, получившие феоды на территории Латинской империи и являвшиеся тем самым вассалами императора, должны были нести обычные сеньориальные повинности, включая военную службу.
Остальным предводителям крестоносцев в качестве вассалов отчасти императора, отчасти фессалоникского короля, который сам считался вассалом императора, были розданы различные города и области в европейской части империи и в Малой Азии. Многие из этих земель предстояло ещё покорить, и крестоносцы лишь постепенно утвердились в некоторых из них, вводя всюду феодальные порядки, отчасти раздавая земли в лен западным рыцарям, отчасти сохраняя их как лен за их прежними владельцами, конфискуя земли православных монастырей. Византийское население, однако, сохранило, в большинстве случаев, свои законы и обычаи, прежнюю организацию местного управления и свободу религии. Византийские феодалы смогли встроиться в структуру управления крестоносцев, византийские вельможи стали уезжать на территории, которые не находились под контролем латинян. На землях Византии провинциальные прониары составляли наиболее авторитетный слой и фактически представляли собой единственную силу, с которой завоевателям приходилось считаться всерьез. При завоевании Морей, сопротивление, как правило, продолжалось до тех пор, пока его оказывали прониары. Они покорялись без борьбы лишь в том случае, если им гарантировалось дальнейшее владение их имениями. При этом условии они по большей части подчинялись с готовностью. В сущности, тем самым они просто меняли сюзерена. Положение народных масс, подчинялись ли они латинским или греческим господам, оставалось в целом без изменений.  
Историки Е. С. Данилов, Д. Л. Фролов, В. В. Дементьева предполагают, что могли существовать «прямые» договорённости между императором Латинской империи и его византийскими подданными, по которым они могли воевать на его стороне.

## Распад Византии

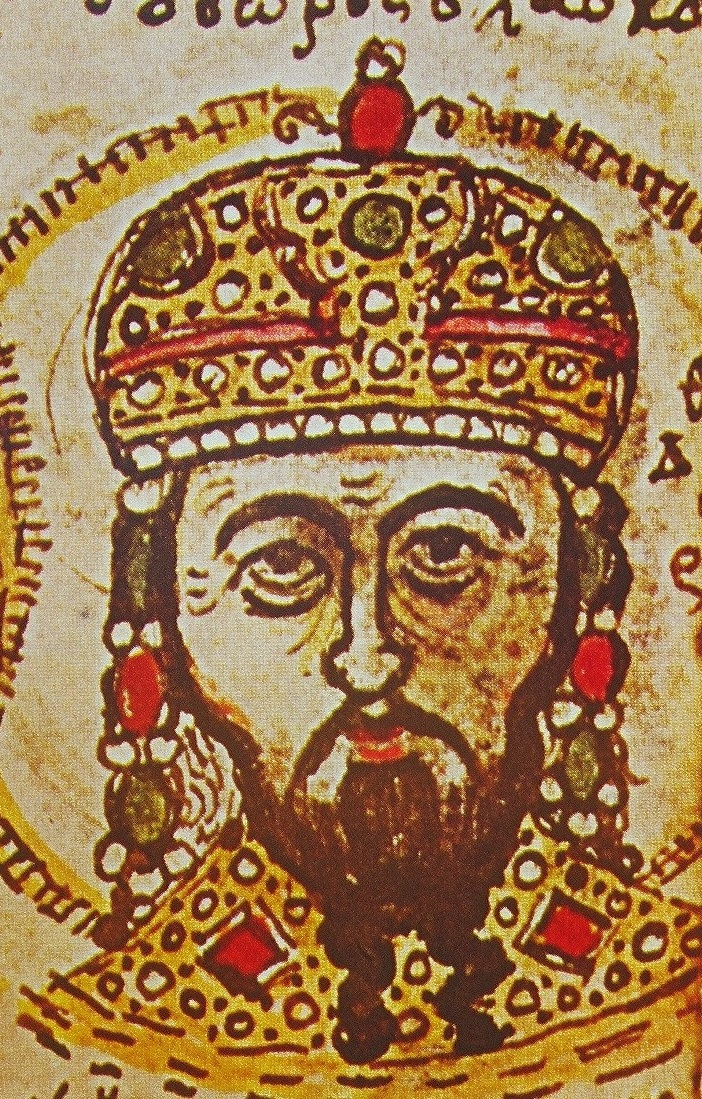
Первый никейский император Феодор I Ласкарис

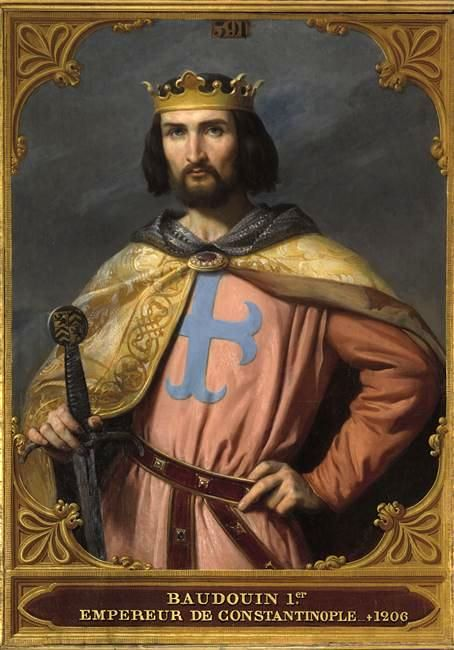
Первый латинский император Балдуин I Фландрский

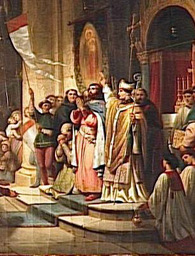
Король Фессалоники Бонифаций I Монферратский

В лице побеждённых и победителей столкнулись две совершенно непохожие друг на друга культуры, две различные системы государственной и церковной организации, причём число пришельцев было сравнительно невелико (о нём можно судить до некоторой степени по тому, что венецианцы обязались перевезти на своих кораблях 33 500 крестоносцев).
Балдуин I с пренебрежением относился к греческому населению. Греческая аристократия, надеявшаяся сохранить свои привилегии, была оттеснена на задний план. В среде самих завоевателей происходили частые несогласия, а между тем им постоянно приходилось вести упорную борьбу с возникшими на развалинах Византийской империи самостоятельными владениями. Греческая знать стала активно поддерживать греческие независимые государственные образования, которые появлялись на территории бывшей Византийской империи. Так, после взятия Константинополя крестоносцами во Фракии были владения бывших византийских императоров Алексея Мурзуфла и Алексея III Ангела. На руинах ромейского государства процветал сепаратизм: в Эпире утвердился Михаил I Комнин Дука, а городами Аргос, Коринф и Фивы владел Лев Сгур.
В Малой Азии возникли два сравнительно крупных государства — Трапезундская империя, где утвердилось потомство императора Андроника Комнина, и Никейская империя, где утвердился зять императора Алексея III, Феодор I Ласкарис. На севере у Латинской империи был грозный сосед в лице болгарского царя Калояна. Оба Алексея отступили перед натиском Балдуина, но ему пришлось столкнуться с Бонифацием Монферратским, поддержанным греками.
В отличие от Балдуина, Бонифаций смог расположить к себе часть греческого населения. Ещё во время раздела Византии он претендовал на Константинопольский престол, но против этого выступили венецианцы. Они желали иметь контроль над императором и не доверяли маркграфу Монферратскому из-за его связей с византийской императорской династией Ангелов. В 1204 году Бонифаций, вместо предназначенных ему по договору владений в Малой Азии, овладел Фессалоникой с окружающей областью и частью Фессалии. Фессалоники, согласно его планам, должны были стать центром независимого королевства. Но на город предъявил права и император Балдуин I. Более того, властителя Фессалоник признали фракийские города, которые по договору должны были быть во власти Латинского императора. Назревало военное противостояние между Балдуином I и Бонифацием.
Только соединёнными усилиями Энрико Дандоло, Людовика Блуасского и знаменитого Виллардуэна удалось примирить противников, после чего Бонифаций вместе с сыном Мануилом победил Льва Сгура и овладел Фессалией, Беотией и Аттикой. Фессалоникское государство признало верховную власть Балдуина I. В свою очередь, созданное государство крестоносцев на территории Афин Герцогство Афинское признало себя вассалом Фессалоник, а государство на Пелопоннесе Ахейское княжество стало прямым вассалом Латинской империи.
Получив власть над городом Фессалоники, Бонифаций обложил богатых горожан денежными взысканиями и отдал лучшие дома своим рыцарям. Однако он также принял меры для привлечения на свою сторону византийцев: он допустил в свою дружину византийских аристократов, в поход брал с собою царевича Мануила из свергнутой византийской династии Ангелов (сын его жены Маргит Венгерской). Бонифаций Монферратский в Фессалоникском королевстве проводил политику, направленную на союз с местной византийской знатью, он разделил с ней феодальные владения и использовал ее для поддержки военных кампаний. 
Таким образом, отказ Балдуина от союза с греческой аристократией, а также внутренние противоречия сделали невозможным установление власти крестоносцев на всей территории Византии.
При Балдуине I завоеватели не использовали социальных противоречий старого строя, не применили к нуждам Латинской империи западных симпатий среди византийской аристократии, тяготения к рыцарству со времен царя Мануила. Византийское население столкнулось с притеснениями со стороны баронов новой империи. Изначально латиняне ничего не сделали для заключения союза с государствами, враждебными для Византии.

## Первые войны империи
Графы Генрих Фландрский (брат Балдуина) и Людовик Блуасский совершили удачный поход в Малую Азию. Складывавшаяся там Никейская империя потерпела поражение в битва при Пиманионе (1204), после чего большинство городов Вифинии было подчинено Латинской империи.  

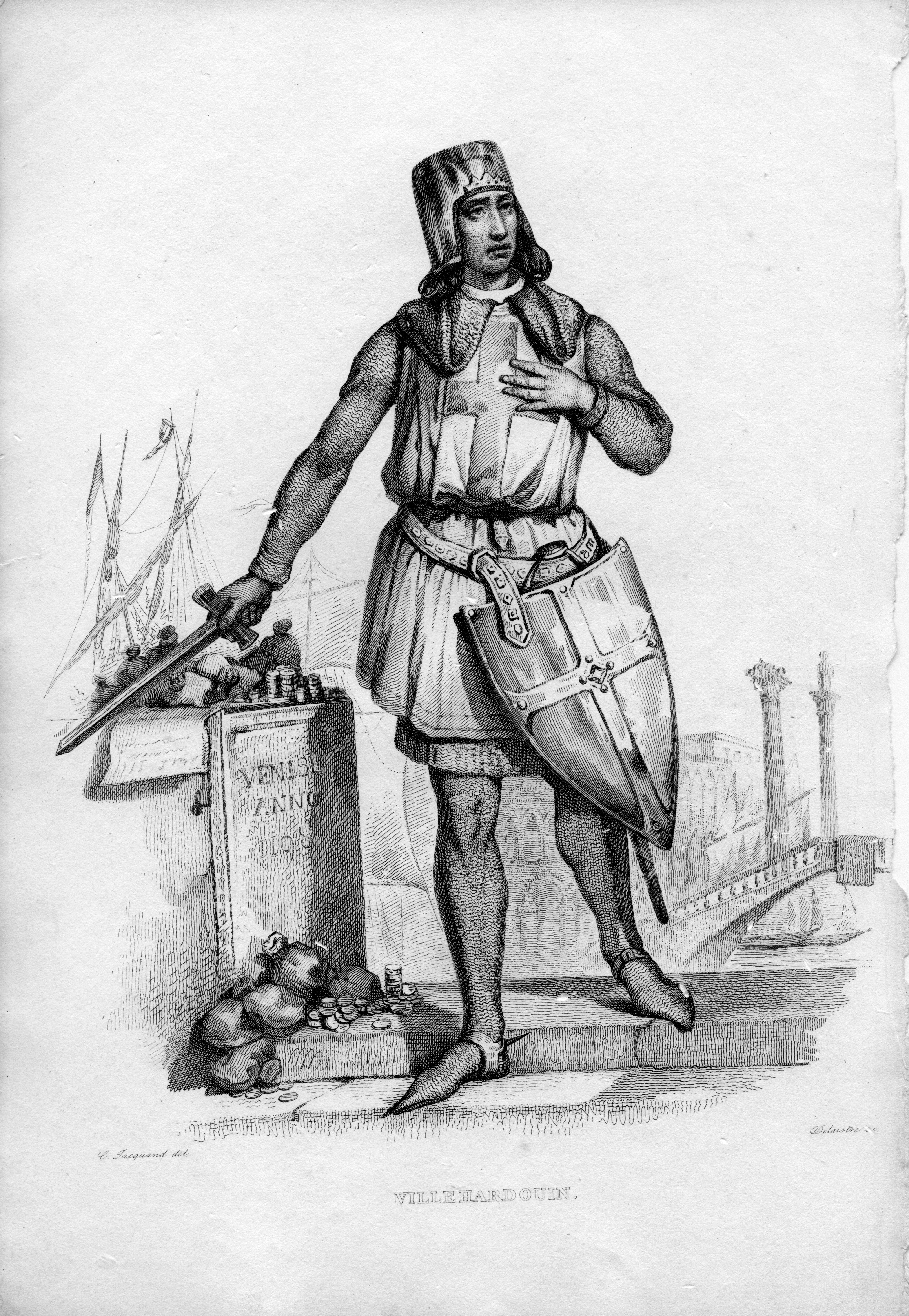
Жоффруа де Виллардуэн

Осенью 1204 года фессалоникский король Бонифаций Монферратский начал поход на Ахею и Морею (Пелопоннис). В его наступлении приняли участие крупные вассалы из Италии, Германии и Франции. Многие земли не оказали сопротивления. Однако у переправы через Пеней византийцы сделали засаду захватчикам. У Фермопил византийцы во главе с византийским самостоятельным правителем Львом Сгуром решили дать бой завоевателям, но Сгур, понимая то, что население Виотии (которая была у него в тылу) поддержит рыцарей, а не его, отступил при приближении крестоносцев. В условиях отсутствия равносильного противника захватчики победоносно продвигались по Северной и Средней Греции. В Средней Греции, в промышленной Виотии, местное население приветствовало Бонифация. Бонифаций Монферратский активно наделял землями своих вассалов. Греки надеялись на то, что завоеватели установят порядок на их территории, в Виотии евреи, которые составляли значительную часть населения городов, воспринимали Бонифация, как освободителя, т. к. у них сложились враждебные отношения с греками. В Северной и Средней Греции вассалы Бонифация становились полунезависимыми правителями. Войска завоевателей наступали на полуостров Пелопоннес. В. Н. Чхаидзе пишет о том, что Лев Сгур организовал оборону коринфского перешейка от крестоносцев (после отхода от Фермопил). Войскам Сгура удалось отбить первый штурм завоевателей, но в ходе второго оборона на перешейке была прорвана и Сгур отступил в Акрокоринф (акрополь города Коринф). Крестоносцам пришлось осаждать Коринф, где обороной руководил Лев Сгур. По мнению Ф. И. Успенского, город успешно противостоял осаждающим, а во время одной из вылазок защитникам Коринфа удалось ранить одного из 2 руководителей осаждающих д'Авена Евбейского. Успенский считает, что Коринф сопротивлялся до 1212 года. Однако М. А. Курышева и И. Н. Попов придерживаются иного мнения о сопротивлении Коринфа, согласно которому данный город сдался после первого штурма. Данные историки считают то, что аналогичная судьба была у некоторых других укрепленных городов полуострова Пелопонесс (например, Патры, Аргос). Войска под руководством Бонифация осаждали Навплию, но захват города произошел только в 1210 — 1211 годах. Византийский архонт Иоанн Кантакузин предложил крестоносцу Жоффруа де Вилльгардуэну завоевать себе земли в Морее (Пелопонесс). Они вместе стали подчинять земли в Элиде и Ахее, им удалось почти без сопротивления взять под контроль Андравиду (не имевшую оборонительных укреплений) и Патры. Однако в 1205 году сын Кантакузина Михаил поднимает восстание против крестоносцев, вступает в союз с их противниками (Львом Сгуром и Эпирским царством). Вилльгардуэн, в свою очередь, объединился с вассалом Бонифация Монферратского Гильомом Шамплиттом, пользуясь неспособностью восставших византийцев противостоять рыцарским войскам в открытом поле, они восстановили власть крестоносцев в Элиде, а затем стали завоевывать в Аркадию (архонты которой также участвовали в восстании Михаила Кантакузина), в Аркадии упорное сопротивление оказали крепости, расположенные в горах. Вспыхнули восстания византийцев против франкских завоевателей из Лакедемонии, Никли, Велигости. Их поддержали славяне-мелинги, а также Эпирское царство. Однако рыцари-завоеватели (вместе с конными сержантами их было 500 – 700) напали на местные и эпирские войска (4000 – 5000 конного и пешего ополчения) в маслинной роще у Кундура и победили. После этого византийские города стали сдаваться крестоносцам, которые позволяли сдавшимся сохранить свое имущество. Сопротивление оказывали только укрепленные города Никли (Амиклы), Велигости, Лакедемония, Акрокоринф (акрополь Коринфа, был взят в 1209 году), и Монемвасия. Постоянное сопротивление захватчикам оказывали горные районы Тайгета, населенные славянами (мелингами и езеритами). Юго-восточная часть полуострова Пелопонесс будет на протяжении многих десятилетий успешно отбиваться от завоевателей, но остальная его часть со временем была подчинена захватчиками.  

Памятник болгарскому царю Калояну в Варне (Болгария)

Однако положение Латинской империи существенно ухудшилось во Фракии, где византийская аристократия предлагала свои услуги и императору Балдуину, и королю Бонифацию, но латиняне не желали допускать их к участию в делах своего государства. В рыцарские дружины византийцев из Фракии допускать вышеназванные монархи не хотели. Весной 1205 года вспыхнуло восстание населения во Фракии. В Дидимотихе (Дидимотихоне) был перебит гарнизон крестоносцев; затем латиняне были изгнаны из Адрианополя, а также восставшие взяли уделы латинских баронов, расположенные на окраине Фракии. Сопротивление повстанцам смог оказать латинский комендант города Цурула, он временно остановил бегущих латинян, взял Аркадиополь, нанес мятежникам-византийцам кровавое поражение (их погибших хоронить не стал), далее отступил назад в Цурул. Византийцы захватили 30 рыцарей, бежавших из Филиппополя в Константинополь, отправили их к болгарам, которые их казнили. 
На призыв восставшего фракийского населения, против латинян двинулся болгарский царь Калоян. Император Балдуин, не дожидаясь Бонифация и своего брата Генриха, двинулся к Адрианополю и 14 апреля 1205 года потерпел там страшное поражение от армии Калояна, составленной из болгар, валахов, половцев и греков; Людовик Блуасский, Стефан де Перш и многие другие пали в битве. Сам Балдуин был взят в плен; о его дальнейшей судьбе сохранились разноречивые рассказы; наиболее вероятно, что он умер в темнице. Спасшиеся латинские войска отступили к Родосто (по дороге у города Памфила они получили подкрепление), где византийское население сохраняло лояльность к рыцарям. В это время часть рыцарей решили покинуть Латинскую империю (они сели на корабли в Константинополе и поплыли оттуда). 
Во главе государства стал теперь — сначала как регент, а с 1206 года как император — брат Балдуина, граф Генрих Фландрский, всеми средствами старавшийся примирить противоречивые интересы, сталкивавшиеся в его государстве.

## Политическая история

### При императоре Генрихе I

#### Внешняя политика. Войны с соседними государствами и латинские завоевания в Греции
См. также: Латино-никейская война (1211 — 1214)

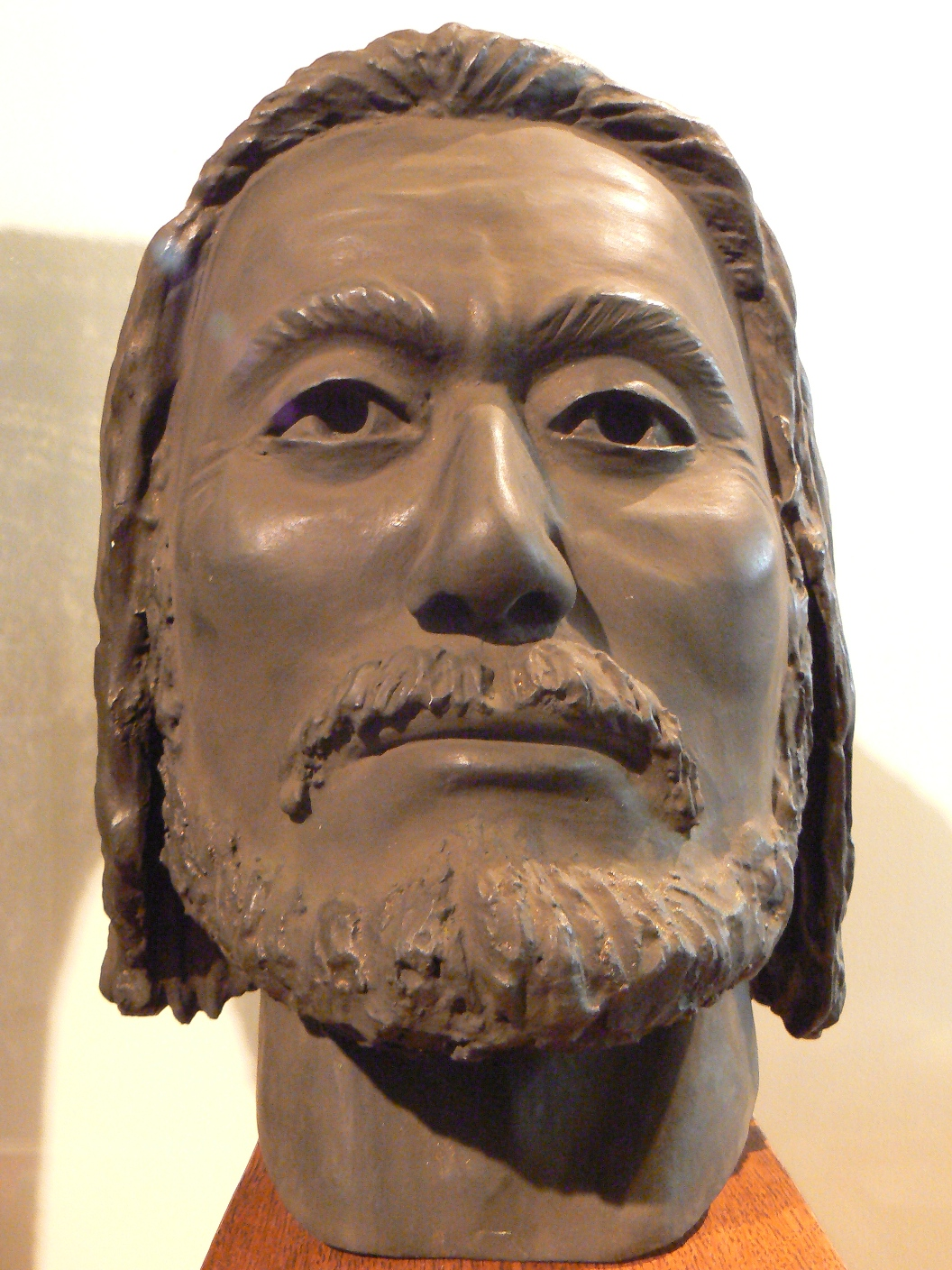
Реконструкция по черепу облика болгарского царя Калояна

В начале своего правления Генрих I Фландрский отправился воевать с восставшими византийцами, поддержанными болгарами, во Фракию. До этого он вынужден был бросить 20 000 армян, которые ушли с ним из Малой Азии, в итоге армяне были перебиты византийцами. Генрих I собрал крупные силы: до 100 рыцарей и 500 легких всадников. Император оставил свои гарнизоны в Родосто и Силиврии. Летом 1205 года половцы ушли на Дунай, а болгарский царь Калоян с частью фракийских повстанцев напал на вассала Латинской империи королевство Фессалоники и разорил часть его земель. Пользуясь тем, что половцы, болгары и часть восставших покинули Фракию, латинский император Генрих I стал наступать туда, чтобы восстановить свою власть. Венецианцы не приняли участия в этом наступлении, они занимались разорением побережья Мраморного моря. Войска Генриха взяли венецианский удел Аркадиополь, Цурул, Виза, Апр (в последнем рыцари жестоко обращались с пленными). Однако штурм Адрианополя оказался неудачным, со временем латиняне были вынуждены отступить от города из-за болезней в их лагере. Осенью 1205 года латиняне пытались взять Дидимотих, но неудачно из-за того, что наводнение реки Марицы разметало их осадные машины. В это время малочисленный латинский гарнизон Филиппополя, узнав, что там готовится антилатинское восстание, организовал пожар в той части города, где жили армяне, и ушел в Стенимак, который осадили уже византийцы. Император Генрих «занял гарнизонами» Русий, Визу и Аркадиополь.   
Основная статья: Болгарско-латинские войны

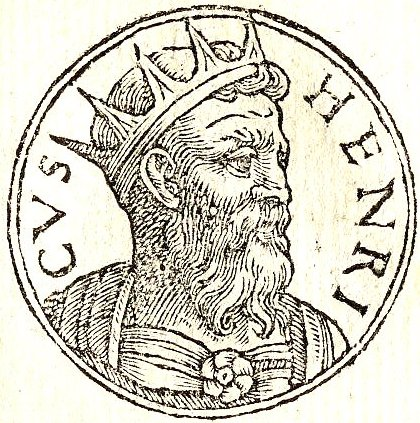
Император Латинской империи Генрих I Фландрский

Между тем, в 1205 году в фессалоникском королевстве, куда ушли болгары и часть византийских повстанцев, Второе болгарское царство завоевало большую часть Южной и Юго-Восточной Македонии (кроме Фессалоники и ее окрестностей).       
В 1206 году болгарский царь Калоян вернулся во Фракию, однако вместо сотрудничества с византийским населением, воевавшим против латинян и сотрудничавшим с ним, он подверг Фракию очень сильному разорению. В этой ситуации византийцы во Фракии решили перейти под власть Латинской империи, а также византийцы стали покидать лагерь Калояна. Этому содействовали также уступки византийцам, на которые пошел латинский император Генрих I Фландрский. В итоге латинский император смог изгнать войска болгарского царя из Фракии в 1206 году, несмотря на то, что большим войском Генрих уже не располагал и неукомплектованность его армии. Он также принудил византийцев снять осаду Стенимака (где малочисленный гарнизон продержался более года). В том же году Калоян взял и разрушил Дидимотих, но Генрих догнал его и отбил у него 20 000 пленных византийцев. В ходе этой кампании (еще до освобождения пленных) он смог взять болгарские города Веррию (Старую Загору), Крину и Влисимо. В дальнейшем Латинская империя провела несколько походов в земли Второго Болгарского царства и разорила некоторые его земли. Причем, Генрих смог одержать вышеуказанные победы в 1206 году без поддержки войск Венеции. В марте — апреле 1207 года болгары предприняли неудачную осаду Адрианополя, в это же время они разоряли Фракию. 4 сентября 1207 года в битве с болгарами погиб вассал Генриха фессалоникский король Бонифаций I Монферратский, после этого болгарские войска осадили столицу его королевства Фессалоники, но правитель Второго Болгарского царства Калоян был убит заговорщиками, что поспособствовало прекращению осады. Вскоре после смерти Калояна Второе Болгарское царство потеряло земли, которые он присоединил. При новом болгарском царе Бориле в 1208 году болгары разбили латинские войска в битве у Веррии, но позднее Генрих разбил болгар у Филиппополя, после чего Второе Болгарское царство полностью потеряло контроль над Фракией. В 1208 году правитель области Ахрида в Родопах, а также Мелника Алексей Слав стал автономным вассалом Латинской империи, женился на внебрачной дочери императора Генриха I, который обещал поддержку его борьбы за болгарский престол и еще более расширить его владения. В его землях он разместил дружину франков и дружину византийцев во главе со своим братом Евстахием с целью контроля.     
В Греции экспансия крестоносцев имела успех. Там возникли сеньории, которые признали власть латинских императоров (Фессалоникийское королевство, Морейское княжество династии Виллардуэнов, Афинское герцогство, основанное бургундцем Оттоном де ла Рошем, сеньория Салоны, маркизат Водоницы и другие). В Морее, как стал называться Пелопоннес после франкского завоевания, Гильом де-Шамплитт и Виллардуэн с 1205 года сильно расширили свои владения и победой при Кондуре (Мессиния) основали франкское княжество Ахайю (стоит отметить то, что юго-восточная часть полуострова Пелопонесс не была подчинена завоевателям даже через 50 лет после их появления в Морее, деспотат Монемвасия сдался только в 1248 году). Смерть Шамплитта (1209 год) дала Виллардуэн возможность завладеть княжескими правами, хотя и без титула князя; он, как и Оттон де-ля-Рош, в то время мегаскир Аттики и Беотии, сумел привлечь на свою сторону греков. У Виллардуэна были советники-византийцы. Венецианский купец Марко Санудо, племянник Дандоло, в 1206 году отправившийся из Константинополя завоёвывать острова Эгейского моря, утвердившийся на Наксосе и признанный императором как герцог Наксосский, признал в Равеннике власть Генриха, как и Виллардуэн. В 1207 году Лемнос захватил венецианец Филокало Навагайоз.     
Латинским сеньориям в Греции пришлось вести войны с Эпирским царством, а потом — и с Никейской империей.

В теории все владения латинян считались вассалами Латинской империи. Однако на практике реальная власть данной империи в греческих землях, завоеванных латинянами, имела разные формы — от полного контроля до номинального сюзеренитета. В ряде случаев поземельные, титульные и другие споры внутри латинской феодальной элиты приводили к военным конфликтам как между этими государтсвами, так и с Латинской империей. Политическая отчужденность греческих латинских владений от Латинской империи стала одной из причин ее быстрого ослабления.

Второе Болгарское царство при царе Бориле (на карте изображен период не ранее 1212 года). Территориальные потери: 1) Бело-коричневым — земли, захваченные Латинской империей. 2) Бело-оранжевым — земли, захваченные Рашкой (Сербией). 3) Бело-желтым — земли, захваченные Венгрией. Коричневым — земли, принадлежащие Стрезу Просекскому. Восточнее их находятся земли Алексея Славуса (регион Родопы)

Латинская империя вела войну с Никейской империей и своими противниками на западе и севере (Эпирское царство и болгары). Летом 1209 года или в 1210 году правитель Эпирского царства Михаил I Комнин Дука вторгся в Королевство Фессалоники, он захватил знатных пленных, включая коннетабля данного королевства Аме Буффу (к пленным во время похода Михаил относился жестоко, а Буффу и 4 других пленников распял). Эпирские войска взяли несколько крепостей. Михаил заключил союз с самостоятельным болгарским правителем Стрезом Просекским. Однако на помощь своему вассалу пришел латинский император Генрих, он вытеснил эпирцев и болгар из Королевства Фессалоники, а также захватил значительные земли, принадлежавшие Михаилу I Комнину Дуке и Стрезу Просекскому. По данным Ф. И. Успенского, это были лучшие земли данных правителей. Согласно Ф. И. Успенскому, латинский император «гонялся» за эпирским правителем по горной Албании, но неудачно. Генрих прервал боевые действия из-за опасности нападения болгарского царя Борила на Константинополь, латинский император повел свои войска туда в марте 1211 года, оставив в Фессалониках для помощи королеве-регентше Маргит Венгерской своего брата Евстахия и графа Каценелленбогена. Ф. И. Успенский считает, что если бы Генриху не пришлось уйти, то Михаил I Комнин Дука и Стрез Просекский могли бы потерять свои земли. Однако войска Второго Болгарского царства заняли наиболее короткий путь до столицы Латинской империи, Генрих не располагал достаточными силами для сражения и «предпочел уклониться» к морю, но позднее латинский император получил подкрепление из своей столицы и перешел в наступление на болгар, а те отступили в горы. Когда Генрих вернулся в Константинополь, болгары напали на Королевство Фессалоники, обороной  королевства руководили брат Генриха Евстахий и графа Каценелленбоген. По мнению Ф. И. Успенского, болгарское вторжение 1211 года Стрез Просекский и Борил не осуществляли вместе и были разбиты поодиночке. Изначально потерпел поражение Стрез. Эпирский правитель Михаил I Комнин Дука вступил в союз с Латинской империей, после чего они вместе напали на Стреза Просекского. Ф. И. Успенский пишет, что Стрез был разбит на Пелагонийском поле. Болгарский историк И. Божилов придерживается иного мнения, по которому Борил оказал поддержку Стрезу, когда латиняне и эпирцы вторглись в западные владения Стреза, но объединенная болгарская армия была разбита в битве при Битоле (лето 1211 года). Осенью 1211 года Борил напал на Королевство Фессалоники и был разбит. В 1212 году Эпирское царство вторгается в Фессалию (во время латино-никейской войны (1211—1214)). Они взяли город Лариса, достигли берегов Пагасетского залива в городе Деметриада. Власть Эпирского царства была распространена на значительную часть Фессалии. В 1213 году эпирские войска отвоевали у Венеции город Дураццо, а в 1214 году — остров Корфу. Около 1215 года автономный вассал Латинской империи Алексей Слав заключил с Эпирским царством союз против данной империи.     

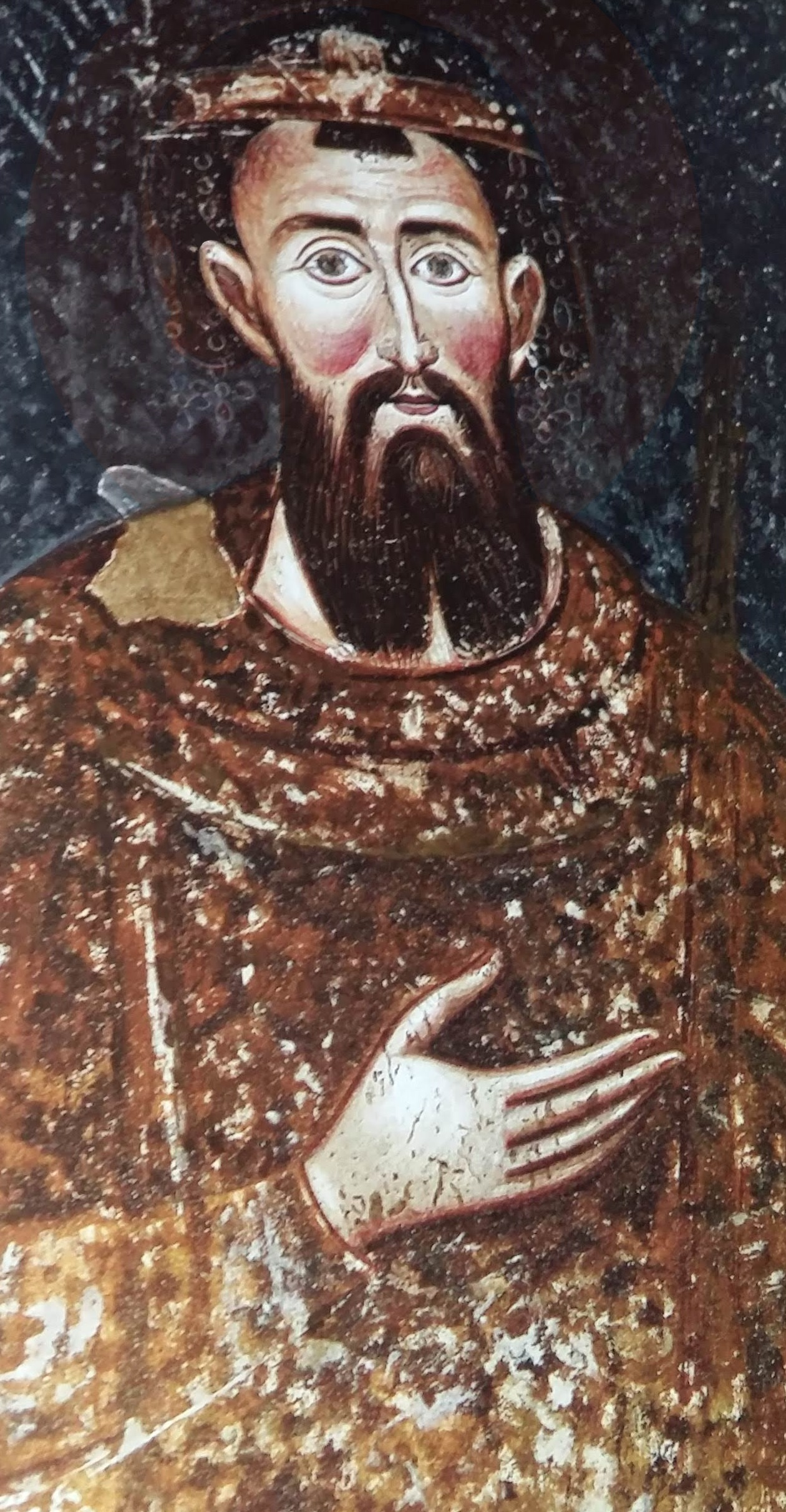
Великий жупан Рашки Стефан Первовенчанный

В войне с никейцами латиняне опирались на союз с Трапезундской империей в 1206 - 1212 годах, а после на союз с Болгарским царством (союз был скреплён браком латинского императора Генриха и болгарской царевны Марии). Латиняне добились временных успехов в боевых действиях против Никейской империи, проходивших на северо-западе Малой Азии. К примеру, в 1211 году на реке Риндак латинский император Генрих I разбил никейского императора  Феодора I Ласкаря. В ходе боевых действий войска Латинской империи смогли занять почти все земли Никейской империи, однако никейские крепости успешно оборонялись. Население Никейской империи вело партизанскую войну против завоевателей. В 1213 или 1214 году Латинская империя заключила мирный договор с Никейской империей, закрепивший за латинянами только район побережий Мраморного и Эгейского морей от Никомидии до Адрамиттия.

В 1214 году Латинская империя и Второе Болгарское царство начали войну против сербского государства Рашка. Однако сербские войска напали на них ночью у города Ниш и разбили. В других работах содержится информация о том, что латиняне и болгары попытались взять Ниш, но не смогли из-за конфликтов между собой. Завоеватели смогли убедить Стреза Просекского напасть на Рашку, но он умер во время подготовки похода или в ходе боевых действий (в любом случае, его смерть привела к остановке боевых действий его войск). Земли Стреза были захвачены Королевством Фессалоники и Эпирским царством. В 1216 году император Генрих и венгерский король Андраш II Крестоносец заключили союз против Рашки и потребовали от великого жупана Рашки Стефана Первовенчанного прибыть в Ниш на переговоры. Стефан посчитал, что главной целью союзников был захват страны и его свержение, поэтому решил расколоть этот союз, он провел переговоры с венгерским монархом, после чего тот отказался от войны и стал посредником между Стефаном и императором Генрихом. Последний требовал хотя бы небольшую область в качестве платы за мир, но получил отказ и был вынужден покинуть пределы Рашки.  

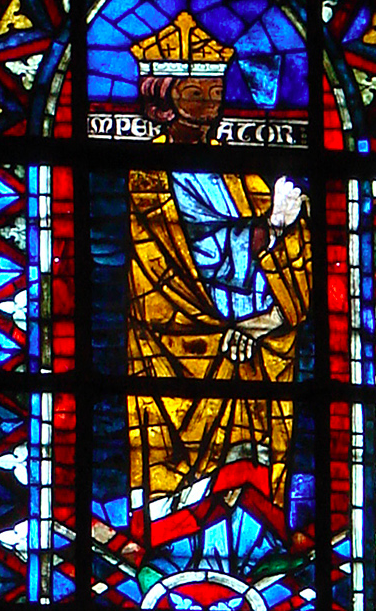
Изображение императора Латинской империи Генриха I Фландрского

#### Сотрудничество с византийцами и политика в Фессалонике. Договор 1205 года
Первоначально византийская знать была отстранена от управления государством. Тем не менее, при императоре Генрихе I византийские архонты были включены в состав господствующего слоя (часть архонтов и архонтопулов были включены в состав низшего слоя феодальной знати). При императоре Генрихе I византийские чиновники получили различные должности. Часть земель византийских архонтов была конфискована, часть передана в управление византийским архонтам, становившихся вассалами латинских сеньоров. Некоторые византийцы стали приближенными императора Генриха I. У местного населения он получил наименование «нового Ареса». Российский историк Ф. И. Успенский фиксирует большое количество наемников из числа византийцев в армии Генриха I Фландрского.
Генрих I Фландрский назначает правителями некоторых областей своего государства византийских архонтов (Феодора Врану, Георгия Феофилопула и т. д.). Например, император Генрих сумел привлечь на свою сторону византийцев Адрианополя и Дидимотиха, которые теперь жестоко страдали от болгарского правителя Калояна и согласились подчиниться Генриху, с условием передачи их городов в лен Феодору Вране (византийскому архонту, присягнувшему латинскому императору), женатому на Агнесе, вдове императора Андроника Комнина. Феодор Врана получил оба вышеуказанных города на ленном праве. Под давлением латинского императора подеста венецианцев Зено назначил Феодора Врану капитаном Адрианополя и всего округа до реки Кавротома, возложив на него обязанность уплаты дани, выставления войска по требованию подеста, разделения приобретенных в будущем земель с венецианцами. Еще Вране было запрещено притеснять адрианопольских венецианцев. Согласно письму папы римского Иннокентия латинскому патриарху, Ф. Врана был вассалом латинского императора на положении монарха. Таковых в Латинской империи было двое: Феодор Врана и Бонифаций I Монферратский.
В октябре 1205 года, в условиях, когда Венеции угрожала перспектива войны с Генуей, латинский император смог заключить с венецианским подеста договор, в котором венецианцы пошли к Генриху I на уступки. Латинский монарх был заинтересован в этом договоре для того, чтобы сосредоточить все силы Латинской империи для ее обороны. По его условиям император получал контроль над всеми войсками Латинской империи, включая вооруженные силы венецианцев, которые жили на землях Латинской империи. Каждый год все рыцари должны были явиться по призыву монарха и быть под его знаменами с июня по Михайлов день, кроме порубежных вассалов, которым нужно защищать свои земли. При нападении на латинские земли другого правителя никто не имел никаких льгот. При императоре заседает совет, состоящего из подеста с его шестью советниками и из неопределенного числа магнатов, т. е. сюзеренов, франков. Совет являлся общим государственным органом двух союзных элементов (венецианцев и франков). Совету принадлежал контроль за действиями императора. Совет вместе с императором принимал решение о том, когда и на какой период созывается ополчение. Совет и император имели право инициативы в делах обороны и управления. Вместе с тем, у совета был решающий голос в вопросах объявления войны и созыва ополчения. Император должен выполнять все, что постановлено советом по собственному почину. Совету принадлежит свободная инициатива в гражданских делах. Монарх не может забрать лен у рыцаря. При конфликте между императором и каким-либо рыцарем их дело решает суд, состоящий из людей, назначенных как венецианцами, так и франками. Постановление суда является обязательным для обеих сторон. Российский историк Ф. И. Успенский отмечает то, что начал представительства ни высших, ни низших сословий в совете нет. Советники венецианского подеста своим несогласием могли остановить военные планы императора. Конфликт между императором и советом разрешается всегда в пользу совета, а между императором и вассалом – судом, для избрания которого нужно созвать рыцарей, т. е. сейм. Ф. И. Успенский отмечает то, что договор 1205 года «вряд ли вводил» новые ограничения власти монарха. Генрих I также пошел на уступки венецианцам и согласился на нужные им гарантии: лицам, воюющим с Венецией, запрещен въезд в Латинскую империю; венецианцам гарантировались свободный доступ в любые императорские владения и проживательство там, неприкосновенность недвижимой собственности.  

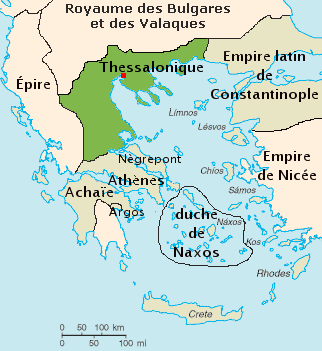
Карта Фессалоникского королевства 1204 года (зеленым)

Генрих сблизился со своим вассалом фессалоникским королем Бонифацием I Монферратским, женился на его дочери и собирался вместе с ним предпринять кампанию против Калояна. Однако Бонифаций I Монферратский был убит в битве с болгарами (4 сентября 1207 года) в южной части Родоп. Его голова была отрезана и послана к царю Калояну в Тырново. В Фессалониках ему наследовал 2-летний сын от брака с Маргит Венгерской — Димитрий, а Монферрат получил старший — Вильгельм.

Ломбардия на карте Италии

Смерть болгарского царя Калояна в 1207 году освободила латинского императора Генриха I от опасности со стороны болгар и позволила ему заняться делами фессалоникского королевства. После смерти фессалоникского короля Бонифация I Монферратского (1207 год) ломбардские вассалы Королевства Фессалоники претендовали на независимость данного королевства. Латинский император Генрих I Фландрский поехал туда. Находясь в Хортаитском монастыре, он отправил послов в Фессалоники, он требовал ленной присяги и пропустить в город его армию, обещал подтвердить сложившиеся границы королевства. Ломбардцы ответили отказом. На этот случай послы должны были потребовать третейского суда из четырех выборных или же просить разобрать их дело Папу Римского, французского короля или императора Священной Римской империи. Тогда ломбардцы заявили, что выполнят требования императора Генриха, если он расширит Королевство Фессалоники (они требовали не реалистично больших территорий), поссорится с Венецией, выдаст им своих верных франков в Морее. Генрих согласился, но потребовал, чтобы эти условия были утверждены фессалоникской королевой Маргит Венгерской. Далее Генрих въехал в Фессалоники, он смог заручиться поддержкой королевы, части византийцев, приехавших немецких баронов, архиепископа. Далее Генрих созывает парламент, где большинство, включая его самого, выступило против ломбардцев. Латинский император требует узнать мнение королевы Маргит Венгерской и заручается ее поддержкой. Тогда ломбардские вассалы потребовали третейского суда, но он не состоялся. Принесенная императором Генрихом присяга на согласие с требованиями ломбардцев стала недействительной. В итоге Генрих получил присягу фессалоникского баила Биандрате и лично короновал наследника престола Фессалоникского королевства Димитрия. Ломбардские вассалы решили подготовить заговор против императора и королевы Маргит Венгерской. Однако Маргит Венгерская узнала о заговоре, после чего был созван парламент (с участием императора Генриха). В итоге  участник заговора баил Биандрате был отправлен в заключение, лены ломбардских рыцарей под Серрами и Христополем, замешанных в заговоре, были отданы французам, чтобы обеспечить путь латинского императора в Константинополь. Тем не менее, ломбардские вассалы не пустили Генриха в Серры и заключили союз с болгарским царем Борилом. Однако в Серры французских рыцарей, преданных Генриху, тайно впустили византийцы. Конфликт в Серрах закончился тем, что город был отдан немецкому графу Каценелленбогену. В Христополь ломбардцы не пустили Генриха. Позднее ломбардские вассалы подняли мятеж против императора Латинской империи в Королевстве Фессалоники. Они под руководством коннетабля Буффа собрались под Лариссой, переговоры с латинским императором провалились. Тогда войска Генриха перешли реку Пеней, разбили ломбардский отряд и взяли в осаду город Лариссу, в итоге 700 ломбардских рыцарей-мятежников сдались и были отпущены императором. В условиях, когда французские вассалы Королевства Фессалоники в Греции поддержали латинского императора Генриха I Фландрского и стали ему присягать, большинство ломбардских вассалов решили завершить противостояние с ним. Лидер ломбардцев коннетабль Буффа был назначен латинским императором коннетаблем всей Латинской империи. Генрих отнял у ломбардцев Фивы, которые они ранее отняли у его французских вассалов, но земли самих ломбардцев остались у них. После капитуляции города Фивы владевший Евбеей сеньор Равано, ранее заключивший с Венецией союз против Генриха, принес ему присягу. Генрих также вернул звание баила и земли ранее арестованному Биандрате (который ранее смог сбежать к болгарам), но тот уехал на родину. Таким образом, Королевство Фессалоники не смогло стать независимым от Латинской империи. 

#### Религиозная политика
Чтобы придать окончательную организацию политическому и церковному строю новой феодальной империи, Генрих 2 мая 1210 года, в долине Равенники, у города Зейтуна (Ламии), открыл «майское поле» или «парламент», куда явились франкские князья, крупные бароны и клирики греческих провинций, с 1204 года частью при помощи Бонифация I Монферратского, частью самостоятельно создавшие себе владения. Таким образом, состоялся второй парламент в Равеннике. Ф. И. Успенский отмечает то, что его постановления касаются собственно церквей, лежащих к северу от Коринфа.  

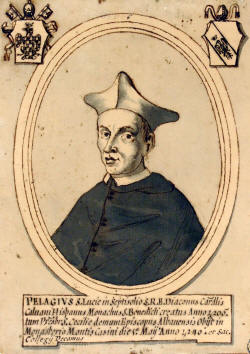
Кардинал Пайу Галван (Пелагий)

В том же 1210 году был утверждён в Риме компромисс, по которому за патриархом, как делегатом папы, утверждались все его права, церкви и монастыри освобождались от повинностей, греческие и латинские клирики обязывались за полученную в лен землю платить византийский поземельный налог; непосвящённые дети православных священников обязаны были службой баронам. Генрих старался по возможности уладить церковные отношения и примирить интересы православного населения и духовенства с интересами латинского духовенства и латинских баронов: первое стремилось завладеть церковными и монастырскими имуществами и обложить православное население десятиной в свою пользу, а вторые старались добиться секуляризации церковных имуществ и освобождения подвластных им жителей империи от всяких церковных поборов. Афонские монастыри, подвергавшиеся грабежам фессалоникских баронов, были сделаны «непосредственными вассалами» императора. Важным для православных нововведением, принятым в долине Равенники, было уравнивание налогообложения православного и католического духовенства. Желая сгладить конфликт, связанный с тем, что часть земель византийской православной церкви присвоили себе светские сеньоры, император Генрих I уступил духовенству 1/15 земель и доходов государства вне Константинополя. Большинство храмов в Константинополе принадлежало православным.
В 1213 году благие намерения императора чуть не были уничтожены насильственным введением унии, которое предпринял кардинал Пелагий; но Генрих заступился за греков, что сильно увеличило его популярность. За введение унии Генрих санкционировал изгнание папского легата из Константинополя. Впрочем, православная церковь никогда не сможет стать выше католической в Латинской империи. Более того, католическая церковь добилась более влиятельной позиции в государстве, чем православная, ставшая в подчинение Римской курии.

### Следующие императоры
В 1216 году Генрих внезапно умер; ему не было ещё 40 лет; даже греки прославляли его как «второго Ареса». Смерть его была величайшим несчастьем для Латинской империи. 
Следующие императоры Латинской империи относились с крайним недоверием ко всему византийскому населению.
Преемником Генриха был избран муж сестры его Иоланты де Эно, Пётр Куртенэ, граф Оксерский, внук Людовика Толстого французского, получивший из рук папы Гонория III императорскую корону (1217), но скоро погибший в плену у Феодора Эпирского. Регентшей стала Иоланта; в государстве происходили смуты из-за десятин и иммунитетов, своеволия баронов, несогласий между венецианцами и крестоносцами, выбора патриарха и прав на территории. С Никейской империей Иоланта поддерживала мирные отношения и выдала свою дочь Марию за никейского императора Феодора I Ласкариса. Ф. И. Успенский отмечает то, что при латинской императрице Иоланте латиняне стремились поддерживать мирные отношения со всеми соседями. Венецианцы заключили перемирие с Никейской империей и Румским султанатом (1220), а также Эпирским царством. При Иоланте венецианцы пользовались большим влиянием в Латинской империи, причем после ее правления оно меньше не стало. Согласно Успенскому, «экономическая жизнь, реальные выгоды и интересы империи сосредоточены в руках венецианцев». Успенский отмечает то, что в Латинской империи происходило обеднение франков, но венецианцы наоборот богатели.
Успенский пишет о том, что в период правления Иоланды де Эно или Роберта де Куртене обострились старые распри между духовенством и светскими владельцами из-за корысти, церковных земель, их десятины и иммунитета. Наиболее резкие противоречия происходили в Элладе, на почве исполнения актов Равенникского парламента. 

Расширение Эпирского царства в 1205 — 1230 годах

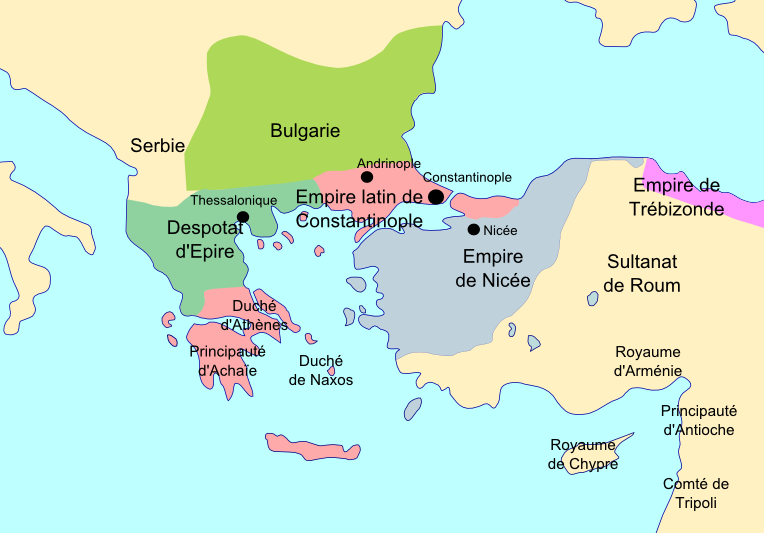
Положение Латинской империи в 1230 году после потери территорий. Латинская империя (розовый), Второе Болгарское царство (светло-зеленый), Фессалоникская империя (темно-зеленый), Никейская империя (серый), Трапезундская империя (фиолетовый)

В 1220 году императором был избран старший сын Петра, маркграф Филипп Намюрский, но он отказался и титул принял на себя брат его Роберт де Куртене, необразованный и грубый, страстный и трусливый. С никейским двором отношения после смерти Феодора Ласкариса сделались враждебными, особенно когда во главе Никейской империи стал Иоанн III Дука Ватацес, ожесточённый враг латинян. К тому времени Латинская империя стала терять земли. Эпирское царство стало завоевывать земли вассала Латинской империи Королевства Фессалоники. Ряд укрепленных городов, по-видимому, Феодор Ангел Комнин Дука взял без упорных боев, он смог довольно быстро разгромить итальянских феодалов Фессалоникского королевства. В 1216 году эпирские войска подчинили Фессалию, Охрид, Прилеп, Албан и Диррахий, почти весь регион Македония (кроме ее восточных и юго-восточных районов, остававшихся под властью Алексея Слава и Фессалоникийского королевства). В 1220 году эпирцы взяли Веррию, в 1221 году или 1222 году — Серры (падение этого города позволило отрезать сухопутное сообщение Фессалоники и Константинополя). Латинский император Роберт де Куртене, желая помочь своему вассалу, в апреле 1224 года отправил войска на осаду города Серры, но когда они узнали о поражении латинских войск от Никейской империи в битве при Пиманионе (1224), то решили вернуться в Константинополь, однако армия эпирского правителя Феодора Ангела Комнина Дуки атаковала их и разбила, нанеся большие потери. Столица королевства Фессалоники (город Фессалоники) была осаждена эпирскими войсками в начале 1223 года, осада продлилась примерно до декабря 1224 года, тогда город был деморализован известиями о победах эпирской армии и отсрочке планировавшегося Папой Римским крестового похода против Эпира, а также измотан осадой, поэтому Фессалоники сдались эпирским войскам. Фессалоникское королевство, где постоянно происходили распри между Димитрием и Вильгельмом, в 1224 году было захвачено Феодором Комнином Дукой, в результате чего правитель Эпира короновался императором. Однако эпирский правитель Феодор Ангел Комнин Дука не смог продвинуться в сторону Средней Греции, подконтрольной вассалам Латинской империи, т. к. там византийское население было довольно установленным режимом. Вместе с тем, во Фракии латинские города сдавались эпирским войскам без боя, при этом эпирцы сильно разорили латинские земли во Фракии. В частности, Дидимотих и Адрианополь были сданы эпирским войскам без боя. Они продвинулись в направлении Константинополя, взяли Визу. Латинская империя продолжала существовать лишь благодаря распрям между обоими греческими императорами.

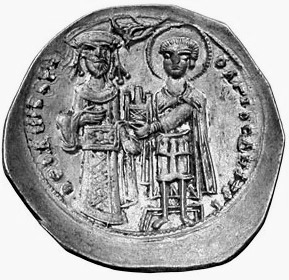
Монета эпирского правителя Феодора Ангела Комнина Дуки, на которой его благословляет Святой Дмитрий (справа)

В 1224 году соперник Феодора Комнина никейский император Иоанн III Дука Ватац разгромил войска латинян в битве при Пиманионе и изгнал латинян почти со всех земель Малой Азии, за исключением Никомидии и ее округи. Часть крепостей Латинской империи в Малой Азии оказали сильное сопротивление, но войска Никейской империи смогли взять их, применив осадные машины, но другая часть латинских крепостей сдалась без боя. Далее Никейская империя взяла острова, принадлежавшие латинскому императору, заняла некоторые владения венецианцев. В 1224 году никейский отряд занял Адрианополь (по призыву его жителей), но вскоре сдал его эпирским войскам. Согласно мирному договору 1225 года, в Малой Азии Никейская империя получила Пиги, а Латинская империя сохранила за собой Никомидию.
Латинский император Роберт де Куртене, увлечённый дочерью рыцаря Балдуина Нефвилля, на которой он тайно женился, забыл совершенно дела управления; возмущённые этим бароны захватили его жену и тёщу и последнюю утопили, первой отрезали нос и веки. Роберт бежал из Константинополя, при помощи папы вернулся, но дошёл лишь до Ахайи, где в 1228 году умер, всеми презираемый.

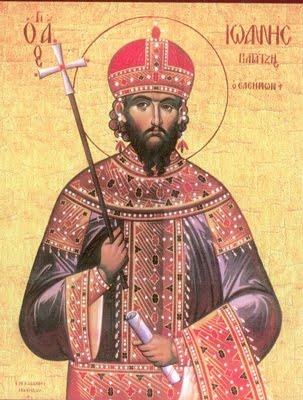
Никейский император Иоанн III Дука Ватац

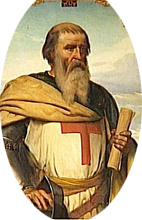
Император-регент Латинской империи Иоанн (Жан) де Бриенн

Новому императору Балдуину II, брату Роберта, было лишь 11 лет; его обручили с дочерью родственного дому Куртенэ болгарского царя Ивана Асеня, обещавшегося отнять у Феодора Ангела завоёванные им земли.
Эпиро-болгарская война вспыхнула уже в 1230 году. Начал её эпирский правитель Феодор Ангел. Болгарский царь Иоанн II Асень разгромил и пленил Феодора Ангела в битве при Клокотнице в 1230 году и быстро захватил все земли Фракии и Южной Македонии вплоть до Адрианополя.
После этого Латинская империя решила отказаться от союза с Болгарским царством, т. к. эпирского правителя латинянам более можно было не бояться, а рост могущества болгарского правителя их не устраивал. Более того, союза с Болгарией не желало духовенство, решившееся привлечь на сторону империи Иоанна Бриеннского, бывшего короля иерусалимского; Мария, дочь его, должна была сделаться невестой Балдуина, а сам он — принять титул императора и обязанности регента.
В 1231 году все вассалы принесли присягу Иоанну. От него ожидали блестящих подвигов, но в первые годы он вёл бережливое, осторожное хозяйство. Поход 1233 года, вернувший Романии Пеги, принёс пользу лишь родосцам и венецианцам, торговля которых освободилась от стеснений со стороны никейцев; зато в 1235 году Ватацес разрушил венецианский Каллиполь. В период правления Иоанна проходила никейско-латино-болгарская война (1233—1241). Противники Латинской империи захватили ряд ее территорий, попытались взять Константинополь, но неудачно. Городу помогли другие европейские государства. Впоследствии, распался союз осаждающих, что привело к прекращению осады Константинополя. Война шла и после смерти Иоанна Бриеннского и закончилась победой Никейской империи, забравшей некоторые территории у Латинской империи. К 1246 году Фракия и Южная Македония вплоть до Адрианополя была захвачена Никейской империей, изгнавшей оттуда болгар.
После смерти Иоанна Бриеннского (1237) власть перешла в руки Балдуина II, который, не имея денег играл жалкую роль и принуждён был ездить по европейским дворам и выпрашивать у них помощи; терновый венец Спасителя был заложен в Венеции, не на что было его выкупить, и его приобрёл Людовик IX Святой. 

## Экономика
В период Латинской империи в Западной Европе ускоряется развитие феодальных отношений, возрастает денежная рента, распространяется аренда и появляются предпосылки для образования сословной монархии. Однако на территории Латинской империи и ее вассалов были созданы условия для консервации отсталых форм феодализма. 

Духовенство, рыцарство и крестьянство. Миниатюра из «Книги здоровья» Альдобрандино ди Сиена. Франция, XIII в. Британская библиотека, Лондон.

На территории Латинской империи и ее вассалов был установлен социально-экономический строй, который своеобразно сочетал в себе в разных пропорциях формы западноевропейской феодальной организации с византийскими аграрными порядками, которые сложились в периоды правления Комнинов и Ангелов. При завоевателях радикально изменились формы организации политической власти, но хозяйственные отношения менее подверглись переменам. После 1204 года на захваченных крестоносцами и венецианцами землях происходит интенсификация процесса частноправных форм эксплуатации крестьянства, развивается иерархическая структура земельной собственности, система вассально-ленных отношений.  
На территории Латинской империи и ее вассалов наблюдалось ярко выраженное преобладание аграрной экономики. В данной империи сохранилась византийская податная система. Для экономики Латинской империи в основном были характерны консервативные, отсталые формы феодальных отношений, для которых было характерно усиление личной зависимости крестьян. Среди повинностей, выполняемых крестьянами, доминировали барщина, натуральный оброк. Византийские крестьяне были, как правило, прикреплены к земле, на них налагались новые повинности (баналитеты). В то же время в Латинской империи возрастает социальная обособленность феодалов от других слоев населения, усугубленная иноземных происхождением и иноверием большинства из них. На Балканах  основной категорией зависимого крестьянства были парики, называемые теперь также вилланами и лишенные личной свободы.
Наметившееся XI—XII веках развитие провинциальных городов теперь было пресечено. Для консервативной формы феодальных отношений были характерны упадок экономики провинциальных городов и повсеместное строительство крепостей-бургов для защиты территории и управления доменами. Города, построенные латинянами на базе византийских крепостей или воздвигнутые заново в труднодоступных местностях, были большей частью бургами: крепостные стены и донжон составляли их основные элементы. На землях Латинской империи и ее вассалов приходили в запустение старые традиционные центры (например, Константинополь, Афины), но отстраивались новые города (например, Кандия, Андравида).   
Советский историк М. А. Заборов, а также советский и американский историк А. П. Каждан пишут то, что упадку византийского ремесла в Латинской империи способствовало то, что ведущие позиции в торговле и промышленности этого государства заняли венецианцы.   
Советский историк С. Д. Сказкин пишет то, что крестоносные сеньоры (и особенно венецианцы) не были заинтересованы в развитии византийских ремесел и торговли. Российский историк С. П. Карпов придерживается иного мнения о положении византийской торговли, согласно его версии, за длительный период «при доминировании итальянского купечества греческое торговое население все шире кооперировалось с венецианцами и генуэзцами, инвестируя деньги в совместную торговлю, сообща владея товарами, транспортными средствами, капиталами». Византийское купечество в Латинской империи и на землях ее вассалов было не оттеснено, а ассоциировано в единую торгово-экономическую систему (от Италии до берегов Черного и Азовского морей) на правах младших партнеров, получило доступ к более прогрессивным формам предпринимательства. Он указывает то, что без локальной византийской торговли, подчиненной международной коммерции итальянцев, была невозможна предпринимательская деятельность венецианцев и генуэзцев.  
Серьезное влияние венецианцев в Латинской империи российский историк Ф. И. Успенский отмечает в период правления императрицы Иоланды де Эно. Они пользовались монополией торговли. Венеция запрещает Латинской империи чеканить свою золотую монету, империя могла чеканить только медную. Венецианцы содержат торговую полицию, имеют образцы мер и весов. Успенский также пишет о венецианском влиянии после упоминания события 1220 года (в основном, правление императора Роберта де Куртене). В 1220 году венецианцы строят в Константинополе для своих купцов роскошный гостиный двор. Константинополь был средоточием оборота венецианских капиталов. Они были освобождены от пошлин за свои товары, в то же время генуэзцы и пизанцы были обложены пошлинами, размер которых соответствовал периоду Византии. В 1223 году венецианцы заключили с императором Робертом договор, по которому они получали 38 всех пошлин и сборов с купеческих кварталов Константинополя.
Территории Латинской империи, подчиненные Венеции и вовлеченные в ее торговые связи, развивались несколько лучше остальных. Тем не менее, условия жизни для византийского населения на венецианских территориях были значительно хуже, чем на императорских, из-за массовой эксплуатации, которой венецианцы подвергли свои земли в Латинской империи. На землях, которыми управляла Венеция, земля была распределена между колонистами-венецианцами, коммуной, церковью и местными архонтами. На Крите и Кипре венецианские власти в значительной мере сохранили византийские аграрные порядки. На Крите Венеция унаследовала много земли с государственными париками, превратившимися теперь в вилланов коммуны. Главные виды повинности для этих крестьян: уплата продуктовой ренты, акростиха, специальной личной подати, исполнение барщины (ангарии). Частновладельческие вилланы, помимо вышеуказанных повинностей, платили налог на очаг, делали обязательные подношения земельному собственнику. Феодалы обязаны были поставлять своих крестьян на галеры. Свободных крестьян на Крите в период Латинской империи было немного. На землях, подконтрольных Венеции и Морейскому (Ахейскому) княжеству, крестьяне потеряли доступ к государственному суду и были более зависимы от землевладельца, чем в византийский период. 
Постепенно наметилась тенденция к усилению роли Константинополя в товарообмене между двумя торговыми зонами — Эгеиды и Причерноморья, в основном под контролем венецианцев. Вместе с тем, в условиях небольших финансов империи в Константинополе прекратилось городское строительство, укрепления ремонтировались лишь частично. Новые храмы основывали нечасто в империи. 
Часть территория современной Греции, которая была подконтрольна крестоносцам или венецианцам, под их управлением все отчетливее превращалась в производителя вина и оливкового масла, а также там выращивали шелкопрядов. Данные земли продавали за границу сельскохозяйственные продукты. В латинский период Греция славились по всей Европе поставками монемвасийского вина — мальвазии. 

## Положение церкви

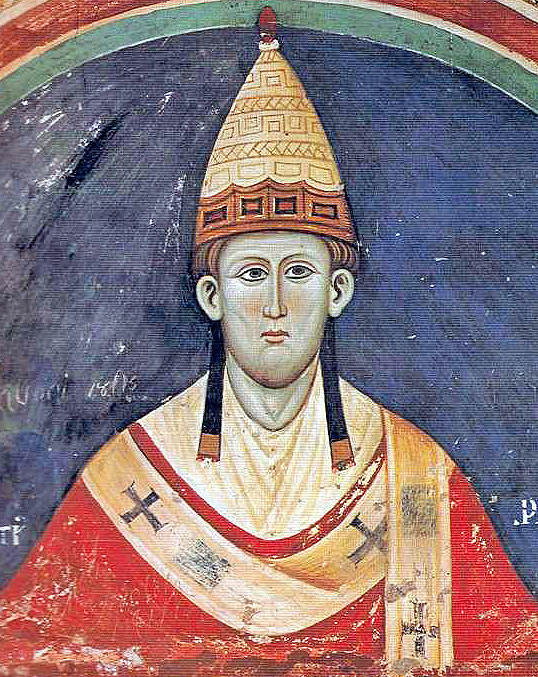
Папа Римский Иннокентий III

В 1204 году капитул каноников Святой Софии, который состоял из венецианцев, избрал патриархом Константинопольским представителя знатного венецианского рода Томмазо Морозини. Папа Римский Иннокентий III, хоть и был недоволен неканоническим характером выборов, но в марте 1205 года он утвердил их. Таким образом, созданный латинский Константинопольский Патриархат получил его признание. Однако позднее Папа стремился расширить прерогативы Римской курии в его управлении и в избрании последующих патриархов. Константинопольский Патриархат в годы существования Латинской империи был полностью подчинен папам и находился в юрисдикции Римско-католической Церкви. Таким образом, в Латинской империи было создано положение фактической церковной унии. Уния не провозглашалась официальными соглашениями Западной и Восточной Церквей, но навязывалась на практике православному местному населению правящим меньшинством, которое исповедовало католицизм и считало уместным насаждение своих церковных порядков на захваченных землях.
Ф. И. Успенский отмечает то, что правители латинских государств на захваченных византийских землях, начиная с императора Генриха I, стремились секуляризировать церковные земли. 
Иерархическая структура кафедр Патриархата по сравнению с прежними традициями византийской Константинопольской Православной Церкви существенно изменена не была. Папа позволял назначать епископов в Латинской империи из представителей византийского населения и сохранять часть византийских обрядов в Церкви, но при условии признания духовенством и паствой папского примата. Впрочем, создать византийский Патриархат в Константинополе под эгидой папы Папа Римский не разрешил. Епископы из латинян вошли в состав высшей иерархии Латинской империи и при распределении земель им доставалось от 4 до 8 рыцарских феодов, позднее они смогли увеличить свои владения. В то же время часть бывших земель византийской Константинопольской Православной Церкви присвоили себе светские сеньоры. За данные земли проходила борьба, и, чтобы сгладить конфликт, латинский император Генрих I уступил духовенству 1/15 земель и доходов Латинской империи вне Константинополя. Нередко конфликты происходили между венецианскими и францисканскими клириками, между греками и латинянами. Византийское духовенство выступало за сохранение православных обрядов, отрицало целибат и отказывалось платить десятину, акростих, исполнять ангарии (барщинные повинности в пользу латинских сеньоров), выставлять со своих владений воинов для охраны границ и т. д.
Латинский Патриарх Томмазо Морозини использовал следующий метод для подчинения византийского духовенства, когда священники-византийцы отказывались поминать его имя на литургии, он пытался запретить богослужения в Константинополе по православному обряду. Вышеупомянутый патриарх также конфликтовал с венецианским подеста, оспаривая владение венецианцами чудотворной иконой Божией Матери «Одигитрия», с французским клиром, присваивал значительные суммы из казны собора Святой Софии. Эти обстоятельства содействовали обострению религиозной ситуации. Стремясь к ее улучшению, Папа Римский и император Латинской империи Генрих I защищали византийцев и латинских клириков от чрезмерных притязаний патриарха.
Папа Римский прилагал усилия для того, чтобы осуществлять в Латинской империи свою политику. Для этого также использовались легаты. Папские легаты пытались содействовать признанию византийским духовенством унии. Для этого они в 1204 — 1214 годах проводили переговоры и диспуты с византийцами. Впрочем, переговоры провалились после избрания новым православным патриархом Константинопольским Михаила IV Авториана в 1208 году в Никее, который не признал унию и папскую юрисдикцию. Попытка папского легата кардинала Пелагия насильственно ввести унию в 1213 году была пресечена латинским императором Генрихом I. В то же время Папа Римский Иннокентий III (1198 — 1216) рекомендовал и непосредственно, и через доверенного своего легата Бенедикта поступать с византийским духовенством и с православием возможно мягко, довольствуясь внешними формами унии и подчинения. В 1222 году папским постановлением католическому епископату Латинской империи было разрешено освобождать от наказания латинян за их карательные действия по отношению к византийским клирикам, не оказывавшим должного почтения и повиновения Римско-католической Церкви. 

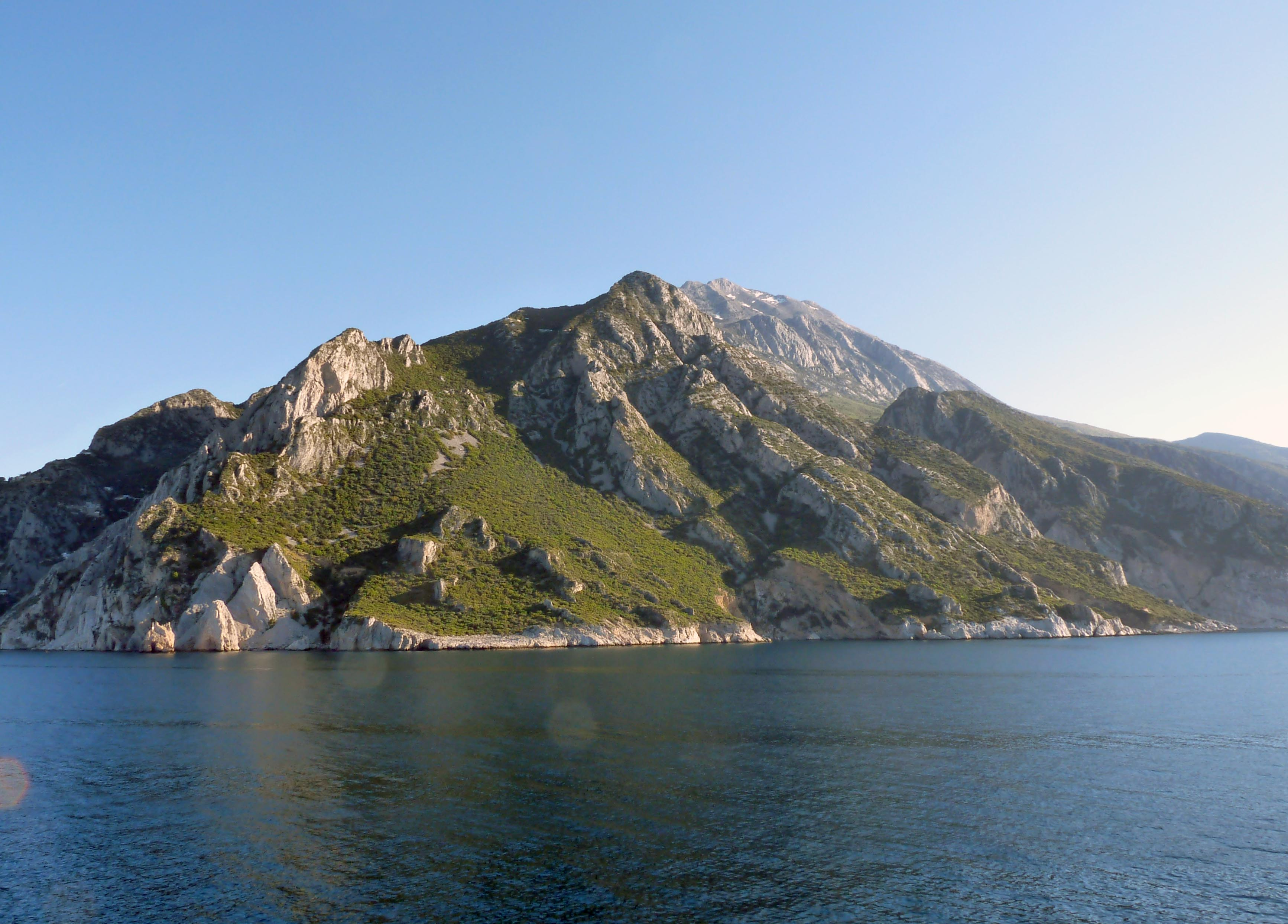
Вид на Святую Гору Афон с моря

Фессалоникский король Бонифаций I Монферратский стремился привлечь в свое королевство духовенство не из Венеции (например, французское). Фессалоникское византийское духовенство было организовано лучше, чем в других западных областях «франкократии». В 1207 — 1212 годах, во время регентства фессалоникской королевы Маргит Венгерской, крупнейшие вассалы Королевства Фессалоники, рыцарские ордена и сама королева расхищали церковные земли. Церковную десятину в этот период вообще никто не платил. Маргит Венгерская держала при своем дворе архиереев-византийцев, и они даже разбирали вместе с губернатором дела византийского населения в столице королевства. Низшее духовенство (преимущественно византийцы) приняло унию, имело обязанность отправлять своих сыновей на службу. Папа Иннокентий III подтвердил привилегии Святой Горы Афон, но из афонских обителей лишь Иверский монастырь (Ивирон) на некоторое время признал власть папы. Легат Бенедикт передал монастыри Святой Горы латинскому прелату, который активно грабил монастырские сокровища, золотую утварь и прочее, а также подвергал монахов жестоким пыткам. Положение монахов улучшилось в результате вмешательства латинского императора Генриха I и действия папской буллы 1214 года. Монахи данных монастырей получили защиту и дары от королевы-регентши Маргит Венгерской. Фессалоникская светская власть оказывала церкви настолько мало поддержки, что рыцари иоанниты завладели даже резиденцией одного епископа. Важная епархия Лариссы переходила из рук в руки. Согласно письму Папы Римского Иннокентия III, сама королева-регентша применяла насилие в отношении духовенства епархии Лариссы, а также поддерживала византийских епископов в их оппозиции латинской Церкви. Среди фессалоникского высшего латинского духовенства были религиозные деятели, симпатизирующие византийцам и перешедших в унию только ради политики. 
В сфере церковной организации латинских государств (вассалов Латинской империи) в Греции светская власть играла не менее важную роль, чем папская курия. Папа Римский занимался следующей работой: освящение, утверждение основания новых церквей, рассылал архиепископские мантии и издавал канонические определения. Однако светские князья и бароны могли распоряжаться церковными имуществом и доходами, и даже определяли их на первых порах. На практике князья и бароны довольно самоуправно распоряжались всем вышеотмеченным. Они не стремились уступать латинской церкви все владения, которые были у церкви во времена Византийской империи. Население завоеванных территорий Греции в основном не пользовалось новыми латинскими церквями (включая регионы, где люди лишились своего архипастыря). Большинство населения по-прежнему исповедовало православие. Тем не менее, среди византийцев из высших классов симпатии к латинству иногда приводили к конфликтам и семейным драмам. Впрочем, латинские светские мелкие государи и вассалы в Греции не проявляли большого стремления к тому, чтобы распространять католицизм. В 1209 году правитель Ахейского княжества Жоффруа де Виллардуэн подтвердил за византийским населением свободу веры и обряда.  
Патрасская архиепископия в Ахейском княжестве при прямом вмешательстве светской власти оказалась исключительно в руках французов (там был создан франкский капитул, избранный им архиепископ Антельм дал Клюнийскому ордену дары и земли), и Папа Римский Иннокентий III не сразу утвердил каноников и примаса Ахеи. В Ахейском княжестве отношения архиепископа к князю на первых же порах сложились для первого из них неблагоприятно. Князь Виллардуэн не пожелал предоставить архиепископу большой роли в государстве. В Верхней палате замещал князя Оленский епископ или канцлер. В самих Патрах был посажен, не в пример другим старым городам, светский вассал, притом, по-видимому, немецкого происхождения (Алеман). Виллардуэн далее полагал, что для архиепископа вполне достаточно восьми рыцарских ленов, предоставленных ему парламентом в Андравиде, и никак не допускал Антельма овладеть землями и доходами изгнанного греческого архиерея. В Ахейском княжестве феодалы-франки отказывались платить церковную десятину, в данном княжестве было запрещено завещать землю в пользу церкви, а его правитель Виллардуэн не признавал церковного суда в гражданских делах. Более того, духовные члены верхней палаты не были допущены к разбору уголовных дел. В 1213 году Виллардуэн был отлучен от церкви архиепископом, но его, а затем и его сына это не волновало. В 1223 году княжество стало выплачивать компенсации за захваченные секвестрованные капиталы и движимость латинских церквей. Коринфская латинская архиепископия в Ахейском княжестве столкнулась с проблемами: латинский архиепископ Гвалтер ввязался в конфликты со своим капитулом, ахейский князь и афинский герцог забрали казну Гвалтера. Со временем данный архиепископ потерял сан после ряда жалоб на него, отправленных Папе Римскому.   

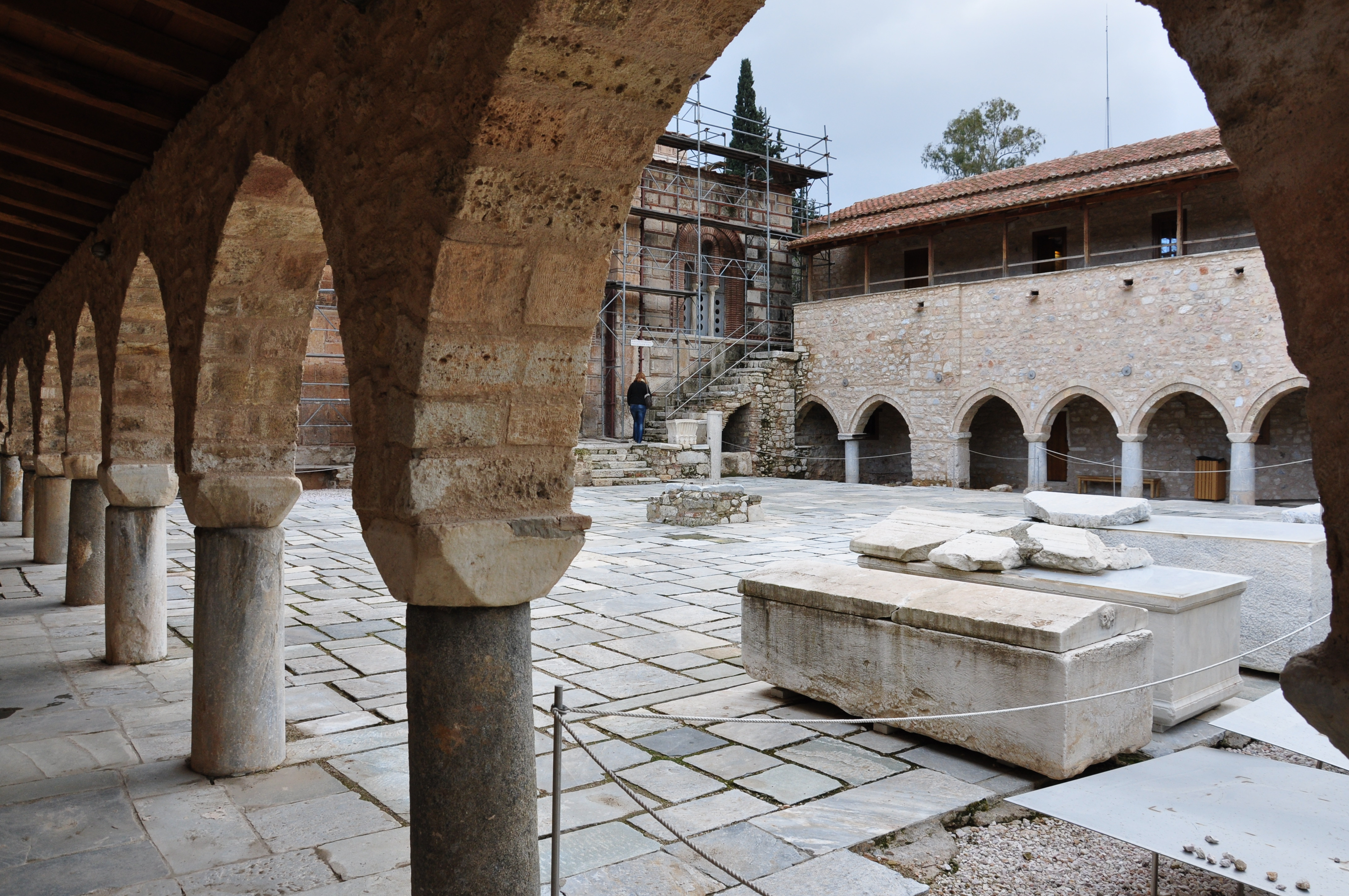
Монастырь Дафни, переданный афинским герцогом Оттоном де ла Рошом монахам-цистерцианцам из Бургундии в 1207 году

Организация Афинской архиепископии была осуществлена Папой Римским на основаниях иных, чем в Ахейском княжестве: церковное имущество определялось церковным правом, наследованием после византийской митрополии (Папа Римский подтвердил за данной архиепископией права все ее прежние владения и будущие приобретения). В то время, как в Ахейском княжестве церковное имущество было определено государственным феодальным правом и учреждение капитула явилось делом князя. Афинский архиепископ получил от Папы Римского права, которые имел византийский митрополит, а в Афинской архиепископии латинская церковь имела значительно больше земельных владений, чем в Патрасской архиепископии Ахейского княжества. В Афинской архиепископии члены капитула считали себя церковными вассалами, они проживали в пребендах, но отказывались служить в церквях. Между тем, герцог Афинский Оттон де ла Рош (в его герцогстве находилась значительная часть Афинской архиепископии) со временем стал проводить более жесткую политику в отношении духовенства. Он заставил афинского архиепископа передать ему пребенду, которая предоставлялась казначею капитула, данный герцог сделал эту пребенду светским леном. Помимо этого, Оттон де ла Рош стал взимать акростих с церковных земель.    
Церковные земли Фиванской архиепископии подвергались насилию со стороны светских властей (например, этим занимался кастелян города Фивы), а еще владевших землями в Виотии и Фокиде рыцарей духовных орденов. Акростих в пользу светской власти стали взимать с большей части церковных владений данной архиепископии.    

## Культура
Завоевание Константинополя (1204) оказало негативное влияние на художественную жизнь города. Часть мастеров покинула город, но свидетельства сербских агиографов предоставляют информацию о том, что в столице Латинской империи оставались мастера-мраморщики и живописцы. Правда, известно мало результатов работы первых в столице, преимущественно это надгробия франкской знати. Фрески в капелле св. Франциска Ассизского в церкви Христа Акатлептос (Календеране Джами) являются единственной росписью достоверно относящейся к латинскому периоду (их созданием мог заниматься западный мастер, испытывавший византийское влияние, или совместно западные и византийские мастера). В Константинополе сохранялось искусство книжной миниатюры, об этом свидетельствуют немногие сохранившиеся иллюминированные рукописи. Новым явлением для бывших византийских территорий стала деятельность трубадуров в Константинополе и Фессалонике, которые пришли в свите завоевателей Раймбаута де Вакейраса, Элиаса Кайреля, Гийома де Салоника.
В условиях отсутствия богатых донаторов и средств произошел глубокий упадок монументальной живописи. Многие живописцы покинули Константинополь или изменили характер деятельности, занявшись созданием книжных миниатюр или небольших икон.  В XIII веке в искусстве маленьких церквей Аттики и Пелопоннеса доминируют фрески, созданные в старой, консервативной манере. Для искусства латинских владений в Греции в период Латинской империи характерно следующее: консерватизм, предпочтение темных тонов. Часть византийцев стремились закрепить и поддерживать старый стиль в знак протеста против предпочтений завоевателей.
На Крите в XIII веке в росписях немногочисленных церквей преобладает «монашеское народное искусство, опирающееся на византийские традиции XI — XII веков». В произведениях искусства преобладают линейность стиля, темные тона, статичность и скованность поз. Крайне малочисленные следы влияния латинян на данный стиль прослеживаются в местах поселения венецианцев и касаются иконографии. Искусство Кипра развивалось по сходной модели с критским. Изначально (начиная с  XIII века) для иконописи Кипра был характерен более высокий художественный стандарт. Этому способствовали приток константинопольских икон и меньшая связанность мастера со вкусами заказчика. Характерными чертами кипрской живописи являлись прозрачные цвета и мягкость палитры. 
На захваченных крестоносцами землях Греции французский язык стал принятым языком феодальной элиты. Однако за время существования Латинской империи происходил процесс усвоения латинским господствующим классом Греции языка покоренного народа. Постепенно крестоносцы стали усваивать греческий язык и приобщаться к эллинистической культуре. Начал зарождаться синкретический стиль в искусстве, вписывавший в себя как западноевропейские, так и византийские элементы, но в Латинской империи эти тенденции не получили развития. Впрочем, более явственно они обозначились в других регионах «франкократии». Усвоению греческого языка латинянами содействовало заимствование латинянами византийской канцелярской практики, практики вотчинной администрации, городского управления, а также традиций и обычаев населения. В официальных актах Латинской империи греческий язык применялся в менологиях, а в некоторых случаях — в надписях на печатях. Византийцы также усваивали язык франков. В сельской местности этот процесс проходил значительно медленнее, но и там местные были знакомы с определенным кругом французских или итальянских слов и выражений.     
В землях Латинской империи и ее вассалов уровень образованности как среди местных, так и среди латинян был разным, зависел от социального положения, места, времени и обстоятельств. Однако латинские власти в целом не стремились к развитию образования среди местного населения подконтрольных им территорий. Например, Венецианский сенат запретил на островах Ионического архипелага учреждать греческие школы и создавать льготные условия для обучения греческой молодежи в Италии.   
Дошедшие до нас свидетельства современников содержат данные об упадке культурной жизни в Аттике и на Пелопонессе.

Становление культуры Латинской империи и ее вассалов заняло длительный период времени, этот процесс был противоречивым. Далеко не всегда происходил синтез культур, а если происходил, то он мог не быть органичным и завершенным. Гораздо чаще он прерывался на полпути при изменении судеб территорий (например, их вхождение в состав другого государства). В ряде случаев латинские власти останавливали и консервировали развитие искусства и литературы. И только долгое пребывание латинян на территориях бывшей Византийской империи приводило к их сотрудничеству с местным населением, в том числе и в области культуры.

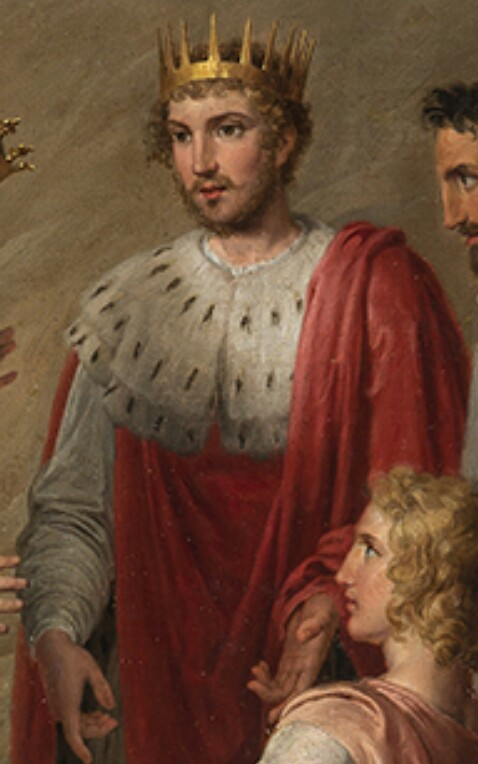
Латинский император Балдуин II де Куртене

## Потеря Константинополя
Венецианцы часто посещали Константинополь со своими торговыми флотами, но войска с Запада не появлялись для поддержки Романии; Ватацес и его преемники ближе и ближе подступали к столице и перебросили свои войска уже в Европу: решительный шаг не предпринимался лишь из боязни перед монголами. Балдуин принуждён был заложить венецианским купцам собственного сына, чтобы получить денег; лишь в 1259 году его выкупил французский король.
В 1260 году Константинополь держался лишь помощью венецианцев, незначительной вследствие того, что Венеция была в то время во вражде с Генуей; в том же году никейский дом восторжествовал над эпирским и его франкскими союзниками и вступил в союз с генуэзцами.
В 1260 году никейские войска осадили Константинополь. Они брали под контроль подступы латинской столицы, расположенные там поселения и форты, вплоть до Селимбрии (60 км. от города). В ходе этих боев никейцы предприняли попытку взять крепость Галату, используя осадные орудия, ими была предпринята попытка подрыва стены Галаты. Однако обороняющиеся оказали сильное сопротивление, из Константинополя к ним прибыло подкрепление. В итоге Галата не была взята войсками Никейской империи. После этого никейский император Михаил VIII Палеолог, обеспокоенный известиями о том, что к осажденным направляется подкрепление, снял осаду Константинополя. 
25 июля 1261 года, во время отлучки венецианского отряда, Константинополь попал в руки греков; 15 августа император Михаил VIII Палеолог торжественно вступил в столицу. Балдуин, с латинским патриархом Джустиниани, бежал во Францию через Пелопоннес, где осело множество франкских баронов.

## Попытка реванша
Узнав о поражении латинян, Папа Римский Урбан IV стал призывать к крестовому походу для возвращения Константинополя, обещая тем, кто примет в нём участие, такую же духовную награду, как и участникам крестовых походов в Святую землю. Поначалу желающих нашлось немного, поскольку мало кто на Западе считал, что Латинская империя стоила того, чтобы сражаться за неё. Затем, в 1266 году, Карл, граф Анжуйский, брат короля Франции, стал королём Сицилии и Южной Италии. А после этого у него возникли замыслы об экспансии на Восток. В 1267 году Карл встретился в Витербо с беглым латинским императором Балдуином II, чтобы согласовать детали кампании.
Узнав о планах Карла, Михаил VIII обратился к королю Испании Педро III Арагонскому и пообещал 60 000 золотых, если он вторгнется на Сицилию, наиболее уязвимое место королевства Карла Анжуйского. В то же время византийские агенты действовали на Сицилии, разжигая недовольство местного населения против французов. Оба плана увенчались успехом. 30 марта 1282 года на Сицилии вспыхнул мятеж, получивший название Сицилийская вечерня, — а несколько месяцев спустя на остров вторгся король Педро. Карл Анжуйский был вынужден оставить планы относительно Константинополя и защищать своё королевство. Нападение на Константинополь было предотвращено.

## Наследники империи
Запутанная история осколков Латинской империи не поддаётся краткому изложению. В Ахейском княжестве после Виллардуэнов князьями явились представители Анжуйского дома, потом Аччаюолли; в конце концов у власти оказались Чентурионе. Лишь в 1432 году Ахейское княжество пало, будучи завоёванным Византийской империей.
Герцоги афинские, с 1312 года из дома Анжу, потом из дома Аччаюолли, просуществовали до 1460 года, когда Афины были взяты турками.
В Эпире утвердившиеся было в Дураццо франки должны были уступить албанцам и сербам.
В Кефалении и Занте держались пфальцграфы с 1357 по 1429 год.
Деспоты ромеев (с 1418 года) герцоги Левкадские в 1479 году были покорены турками. Во второй половине XVI века исчезли последние остатки «Новой Франции».

## Правители
- Список императоров Латинской империи